# Тілопо жовтоплечий
Тілопо жовтоплечий (Ptilinopus wallacii) — вид голубоподібних птахів родини голубових (Columbidae). Ендемік Індонезії. Вид названий на честь британського натураліста Альфреда Рассела Воллеса.

## Опис
Довжина птаха становить 26 см, довжина хвоста 6,5-7,2 см, довжина дзьоба 16-19 мм. Статевий диморфізм слоабо виражений, самиці відрізніються від самців зеленуватішим забарвлнням і менш вираженими оранжевими плямами на плечах.
Лоб і тім'я червоні, шия блакитнувато-сіра. На плечах рудувато-коричневі або оранжеві плями, крила зелені з металевим відблиском і жовтими краями. Голова, горло і груди білуваті. Груди відділені від живота білою смугою. На верхній частині живота оранжева смуга, решта живота жовта. Боки і стегна темно-оливкові. Нижні покривні пера хвоста жовтуваті, поцятковані зеленими плямками. Очі червоні з золотим або зеленим внутрішнім кільцем. Навколо очей вузьке блакитнувате кільце. Дзьоб жовтий, на кінці зеленуватий, восковиця частково покрита пір'ям. Лапи червоні або рожеві.

## Поширення і екологія
Жовтоплечі тілопо мешкають на сході Молуккських островів, на островах Ару, Бабар Танімбар і Кай. Іноді зустрічаються на південному заході Нової Гвінеї, однак, імовірно, там не гніздяться. Жовтоплечі тілопо живуть у вологих рівнинних тропічних лісах, мангрових лісах, садах і саванах. Зустрічаються на висоті до 250 м над рівнем моря.

## Поведінка
Жовтоплечі тілопо живуть поодинці, парами, іноді утворюють зграї до 25 птахів. Живляться ягодами і дрібними плодами.